# Ernest Fenollosa
Ernest Francisco Fenollosa (ur. 18 lutego 1853 w Salem w stanie Massachusetts, zm. 21 września 1908 w Londynie) – amerykański uczony i kolekcjoner, miłośnik i propagator kultury Dalekiego Wschodu.

## Życiorys
Fenollosa urodził się w 1853 roku jako syn Manuela Francisco Ciriaco Fenollosy, hiszpańskiego pianisty urodzonego w Maladze w 1818 roku, i Mary Silsbee, członkini wpływowej rodziny bostońskiej. Ukończył studia na Uniwersytecie Harvarda, studiował też filozofię i teologię na Uniwersytecie Cambridge. Następnie odbył studia podyplomowe w nowo utworzonej akademii sztuki przy Museum of Fine Arts w Bostonie. W 1878 roku na zaproszenie Edwarda S. Morse’a wyjechał wraz ze swoją pierwszą żoną Lizzie Goodhue Millett do Japonii, gdzie prowadził wykłady z filozofii i ekonomii politycznej na Uniwersytecie Tokijskim. W czasie pobytu w Kraju Kwitnącej Wiśni zainteresował się japońską kulturą i rozpoczął działania na rzecz zachowania dziedzictwa kulturowego tego kraju. Przyjaźnił się z malarzami Hōgaiem Kanō i Gahō Hashimoto, propagował malarstwo w stylu nihonga. W 1884 roku powołał towarzystwo Kangahai, zajmujące się ochroną i badaniami nad tradycyjnym malarstwem japońskim. Badał też teatr nō. Dokonał konwersji na buddyzm, przyjmując imię Tei-Shin. Przyczynił się do połowania w 1888 roku Tokijskiej Szkoły Sztuk Pięknych (Tōkyō Bijutsu Gakkō) oraz Muzeum Cesarskiego, którego został pierwszym dyrektorem.
Po powrocie do Bostonu w 1890 roku został dyrektorem departamentu sztuki dalekowschodniej w Museum of Fine Arts, przekazując na jego rzecz swoją przywiezioną z Japonii kolekcję ponad 1000 obrazów. Zorganizował wystawę sztuki japońskiej na World’s Columbian Exposition w Chicago w 1893 roku. W 1895 roku rozwiódł się z żoną i poślubił pisarkę Mary McNeill Scott, wywołując tym skandal obyczajowy, na skutek którego rok później został zwolniony z Museum of Fine Arts. W latach 1897–1900 ponownie przebywał w Japonii, gdzie wykładał literaturę angielską w Wyższej Szkole Pedagogicznej w Tokio (Tōkyō Shihan Gakkō). Wróciwszy do Stanów Zjednoczonych zajął się pisaniem prac poświęconych sztuce dalekowschodniej. Zmarł w Londynie w trakcie kolejnej podróży na Daleki Wschód, jego prochy zostały sprowadzone do Japonii i pochowane w świątyni Mii-dera.
Był autorem pracy The Masters of Ukioye (Nowy Jork 1896) oraz dokończonej i wydanej pośmiertnie przez żonę Epochs of Chinese and Japanese Art (Nowy Jork 1912). Jego niedokończona rozprawa na temat teatru nō została przekazana przez wdowę po nim Ezrze Poundowi, który wydał ją w 1916 roku pt. „Noh” or Accomplishment: A Study of the Classical Stage of Japan. Z pozostawionych przez Fenollosę notatek Pound wydał także prace Cathay (1915), Certain Noble Plays of Japan (1916) i The Chinese Written Character as a Medium for Poetry (1936).
Za swoje zasługi został odznaczony przez cesarza Orderem Wschodzącego Słońca i Orderem Świętego Skarbu.